# Robert Williams (víctima robótica)
Robert Williams (c. 1954 – 25 de enero de 1979) fue un trabajador de la Ford Motor Company en Míchigan, y la primera persona en morir a causa de un robot. Según notas de prensa, 

A jury has ordered the manufacturer of a one-ton robot that killed a worker at a Ford Motor Co. plant to pay the man's family $10 million. The Wayne County Circuit Court jury deliberated for 2 1/2 hours Tuesday before announcing the decision against Unit Handling Systems, a division of Litton Industries. The suit was brought by the family of Robert Williams, who was killed Jan. 25, 1979, at a casting plant in Flat Rock, Mich.

(Un jurado ordenó al fabricante de un robot de una tonelada de peso, que mató a un empleado de la planta de la Ford Motor Company, a pagar a la familia del trabajador 10 millones de dólares. La corte del condado de Wayne deliberó durante dos horas y media el pasado martes antes de anunciar su veredicto contra Unit Handling Systems, subsidiaria de Litton Industries. El reclamo fue llevado a cabo por la familia de Robert Williams, quien muriera el 25 de enero de 1979 en la planta de moldeado de Flat Rock, Míchigan.)

El robot estaba diseñado para retirar piezas de recambio de su almacenamiento, pero su trabajo era considerado demasiado lento. Williams estaba retirando manualmente una pieza cuando fue golpeado en la cabeza por el brazo mecánico del robot, muriendo instantáneamente. En la demanda, su familia indicó que el robot carecía de los mecanismos de seguridad para prevenir un accidente de este tipo, sin disponer siquiera de un sonido de advertencia que alerte a los trabajadores de su presencia.
Pese a fallecer dos años después, suele considerarse a Kenji Urada como la primera víctima robótica.